# Черницкий, Александр Григорьевич
Алекса́ндр Григо́рьевич Черни́цкий (род. 10 января 1950 года, Ленинград) — советский, российский и израильский ихтиолог, специалист по биологии и физиологии лососевых рыб, а также аквариумному содержанию коралловых полипов и коралловых рыб. Доктор биологических наук (1993). Автор более 60 научных работ, монографий и научно-популярной книги «Вкусные рыбы Израиля».

## Биография
Родился в Ленинграде в семье врача. С детства интересовался животным миром. В школьные годы занимался в Кружке юных зоологов при Ленинградском зоопарке, затем в кружке гидробиологии Евгения Александровича Нинбурга при Зоологическом институте АН СССР, дважды ездил с экспедициями на Белое море. В старших классах проходил учебно-производственную практику в Зоологическом институте и Ленинградском государственном университете.
Поступил на биолого-почвенный факультет ЛГУ в 1967 году. После окончания обучения в 1972 году стал сотрудником центральной лаборатории Главрыбвода. В 1983—1994 годах — старший научный сотрудник и заведующий лабораторией биологии лососевых рыб Мурманского морского биологического института в Дальних Зеленцах (Кольский полуостров). Кандидат биологических наук с 1982 года (тема диссертации — «Изменение некоторых показателей осморегуляторной системы при смолтификации различных форм атлантического лосося»). Доктор биологических наук с 1993 года (тема диссертации — «Миграция и переход в морскую воду молоди лососей рода Salmo при естественном и искусственном воспроизводстве»).
В декабре 1994 переехал в Израиль. В 1997 году стал сотрудником Национального центра марикультуры и заведующим производственной лабораторией «Red Sea Fish Pharm» в городе Эйлат.
Занимается ихтиологией и кулинарией. Специалист по лососевым рыбам и аквариумному содержанию кораллов и коралловых рыб.